# Limpurg-Gaildorf
Het graafschap Limpurg-Gaildorf was een tot de Frankische Kreits behorend graafschap binnen het Heilige Roomse Rijk. Gaildorf ligt thans in Baden-Württemberg .

## Limpurg-Gaildorf tot de deling van 1690
Ten gevolge van het huwelijk van Frederik Schenk van Limpurg met Elizabeth van Hohenlohe-Speckfeld kwam de heerlijkheid Speckfeld in 1412 aan het graafschap Limpurg.
Na de dood van Frederik en Elizabeth vond er in 1414/41 een deling plaats:
- Koenraad kreeg Gaildorf en Schmiedelfeld (uitgestorven in 1690)
- Frederik kreeg Limpurg, Speckfeld en Obersontheim (uitgestorven in 1713)

Van 1552 tot 1646 en van 1648 tot 1657 wordt Schmiedelfeld geregeerd door jongere takken van Limpurg-Gaildorf.
Na de dood van Willem Hendrik in 1690 erven zijn vier dochters het graafschap. Twee dochter overlijden voor ze meerderjarig zijn, zodat er twee ervende dochters overblijven. Zij kregen ieder een half ambt Gaildorf en een kwart van de stad Gaildorf.
- Juliana Dorothea (overleden in 1734), gehuwd met Eucharius Kasimir van Löwenstein-Wertheim en met Johann Willem van Wurmbrand-Stuppach. Haar aandeel werd Gaildorf-Wurmbrand genoemd.
- Wilhelmina Christiane (overleden in 1757), gehuwd met Lodewijk Hendrik van Solms-Rodelheim-Assenheim. Haar aandeel werd Gaildorf-Solms-Assenheim genoemd.

## Limpurg-Gaildorf-Wurmbrand
Bij de verdeling van Limpurg in 1772 kreeg Gaildorf-Wurmbrand een kwart van de stad Gaildorf en het ambt Gaildorf. De nakomelingen uit het eerste huwelijk van Juliana Dorothea verkopen hun rechten in 1780 aan het hertogdom Württemberg. Maria Margaretha van Wurmbrand-Stuppach, de dochter uit het tweede huwelijk van Juliana Dorothea huwt Willem Karel Lodewijk van Solms-Rödelheim-Assenheim, een zoon van haar tante Wilhelmina Christiane, zodat beide echtgenoten een aandeel in Limpurg-Gaildorf erven. Hun gemeenschappelijke dochter Christiane Wilhelmia huwt Karel Frederik Willem van Leiningen. De Frankische Kreits vermeldde in haar overzicht van 1802 dat Gaildorf-Wurmbrand bestaat uit een kwart van de stad Gaildorf, het ambt Gaildorf en een deel van het ambt Gschwend en dat de heren van het gebied Württemberg en Leiningen zijn.

## Limpurg-Gaildorf-Solms-Assenheim
Bij de verdeling van Limpurg in 1772 kreeg Gaildorf-Soms-Assenheim een kwart van de stad Gaildorf en het ambt Oberroth. Dit gebied was sinds de dood van Wilhelmina Christiana in 1757 gemeenschappelijk bezit van haar vijf kinderen:
- Dorothea (overleden in 1774), gehuwd met Josias van Waldeck-Bergheim
- Willem Karel Lodewijk (overleden in 1778)
- Eleonore Friederike (overleden in 1762), gehuwd met Karel Frederik van Isenburg-Meerholz
- Sophie Louise (overleden in 1773), gehuwd met Frederik Lodewijk van Löwenstein-Wertheim-Virneburg
- Ernst (overleden in 1790).

De nakomelingen van Willem Karel Lodewijk van Solms-Rödelheim-Assenheim verkochten in 1790 hun aandeel aan het hertogdom Württemberg. De Frankische Kreits vermeldde in haar overzicht van 1802 dat Gaildorf-Solms-Assenheim bestaat uit driekwart van de stad Gaildorf, het ambt Oberroth een deel van het ambt Gschwend en dat de heren zijn:
- graaf Frederik van Pückler de helft,
- het hertogdom Württemberg een kwart en de
- graven en gravinnen van Isenburg-Meerholz een kwart.

Artikel 24 van de Rijnbondakte van 12 juli 1806 stelde alle delen van het graafschap Limpurg-Gaildorf die nog niet in bezit zijn van Württemberg onder de soevereiniteit van het koninkrijk Württemberg: de mediatisering.

## Regenten
| regerinhg | naam                 | geboren   | overleden  | familie                    |
| --------- | -------------------- | --------- | ---------- | -------------------------- |
| 1515-1544 | Johan III            |           | 25-1-1544  | zoon van Christof I        |
| 1544-1552 | Willem III           | 12-4-1498 | 9-3-1552   | broer                      |
| 1552-1574 | Christof III         | 12-7-1531 | 3-9-1574   | zoon                       |
| 1574-1619 | Albrecht VII         | 2-5-1568  | 6-9-1619   | zoon                       |
| 1619-1651 | Joachim Frederik     | 25-6-1597 | 19-3-1651  | zoon                       |
| 1651-1657 | Willem Lodewijk      | 21-1-1624 | 7-11-1657  | zoon                       |
| 1657-1682 | Philips Albert       | 27-9-1648 | 28-4-1682  | kleinzoon van Albrecht VII |
| 1682-1690 | Willem Hendrik       | 27-6-1652 | 12-5-1690  | broer                      |
| 1690-1734 | Juliane Dorothea     | 8-5-1677  | 4-10-1734  | dochter                    |
| 1690-1757 | Wilhelmine Christine | 24-9-1679 | 15-12-1757 | zuster                     |